# Campeonato de Primera División 1928 (Venezuela)
El Deportivo Venezuela se proclamó campeón al vencer 4-1 al Centro Atlético Sport Club en el partido final de la temporada. Al monarca le decían el equipo blanquiazual e Hijos de María. El equipo se fundó en la localidad caraqueña de Puente Dolores, pero jugó la mayoría de sus partidos en la Urbanización El Conde. Dos Caminos Sport Club se tituló campeón en la tercera categoría. El barco Jeanne D'Arc (Francia) visitó el puerto de La Guaira y perdió 8-1 frente a la Selección Caracas. 
Deportivo Venezuela

Campeón
1.er título